# Kanton Maurepas
Canton de Maurepas je francouzský kanton v departementu Yvelines v regionu Île-de-France. Jeho střediskem je město Maurepas, asi 30 km západojihozápadně od centra Paříže.

## Složení kantonu
| Obec        | Počet obyvatel (2008) | PSČ   | INSEE |
| ----------- | --------------------- | ----- | ----- |
| Coignières  | 4 526                 | 78310 | 78168 |
| Élancourt   | 27 337                | 78990 | 78208 |
| La Verrière | 6 075                 | 78320 | 78644 |
| Maurepas    | 18 752                | 78310 | 78383 |